# 赤斑白条天牛
赤斑白条天牛（学名：Batocera rufomaculata）隶属于鞘翅目天牛科沟胫天牛亚科白条天牛族白条天牛属，在农林生产中是一种重要的蛀干害虫。分布地区包括印度、巴基斯坦、英国、土耳其以及中国的海南、西藏、云南等地。
赤斑白条天牛的寄主种类超过50种，其幼虫蛀入树干取食木质部；成虫则以嫩枝和幼果为食。